# Векслер, Дэвид
Дэвид Векслер (рум. David Wechsler, 12 января 1896 — 2 мая 1981) — американский психолог и психиатр, психодиагност. В мире он стал известен благодаря созданию шкал интеллекта, таких как Шкала интеллекта Векслера для взрослых (Wechsler Adult Intelligence Scale, WAIS) и Шкала интеллекта Векслера для детей («Wechsler Intelligence Scale for Children», WISC) (см. тест Векслера). В обзоре журнала «A Review of General Psychology», опубликованном в 2002 году, Векслер занимает 51-й строчку в списке самых цитируемых психологов XX века.

## Биография
Родился в еврейской семье в румынской коммуне Леспезь. Когда он был ещё ребёнком, его семья эмигрировала в США. Он учился в городском колледже Нью-Йорка, где стал магистром искусств, и в Колумбийском университете, где под руководством Роберта С. Вудвортса в 1917 году получил степень магистра, а затем в 1925 году докторскую степень по философии. Во время Первой Мировой войны он сотрудничал с армией США, участвуя в разработке психологических тестов для новых призывников. Эта работа происходила под руководством Чарльза Спирмена и Карла Пирсона.
После недолгой работы в различных местах (в том числе пять лет в частной практике), в 1932 году Векслер стал главным психологом в психиатрической клинике Белльвью, где проработал до 1967 года. С 1942 по 1970 год был клиническим профессором Медицинского колледжа Нью-Йорк-Сити, с 1970 года — почётным профессором. Дэвид Векслер умер 2 мая 1981 года.

## Шкала интеллекта Векслера
Векслер известен разработкой тестов интеллекта. Он был одним из самых активных сторонников позиции, что помимо интеллектуальных факторов в разумном поведении участвуют и другие факторы, которые важно учитывать в тестировании. Хотя его тест не сразу был направлен на измерение влияния неинтеллектуальных факторов, Векслер учитывал их в своей базовой теории. Шкала интеллекта Векслера для взрослых (WAIS) была разработана впервые в 1939 году и называлась «Тест интеллекта Векслера-Белльвью». Из данного теста в 1949 году была выведена «шкала интеллекта Векслера для детей» (WISC), а в 1967 году «шкала интеллекта Векслера для детей дошкольного и младшего школьного возраста» (WPPSI). Изначально Векслер создавал тесты, чтобы узнать больше о своих пациентах в клинике, поскольку считал существующий IQ тест Бине недостаточно удовлетворительным. Тесты основаны на его убеждении, что интеллект — это «способность действовать целенаправленно, мыслить рационально и эффективно справляться с жизненными обстоятельствами»
Шкалы Векслера внедрили много новых понятий и достижений, став настоящим прорывом для тестов интеллекта. Во-первых, вместо множественного коэффициента, использующегося в старых тестах интеллекта (Q в «I.Q.»), Векслер решил присваивать значение 100 для среднего значения интеллекта и установить стандартное отклонение равное 15 пунктам. Не опровергая понятие общего интеллекта, выдвинутого в концепции его учителя Чарльза Спирмена, Векслер разделил понятия интеллекта в двух основных направлениях: вербальном и невербальном (несловесном). Эти направления оцениваются с помощью различных субтестов.
Тест интеллекта Векслера на сегодняшний день наиболее часто используемый психологический тест. Примерно каждые десять лет тест обновляется, чтобы компенсировать эффект Флинна.